# Сирињано (Авелино)
Сирињано (итал. Sirignano) је насеље у Италији у округу Авелино, региону Кампанија.
Према процени из 2011. у насељу је живело 2878 становника. Насеље се налази на надморској висини од 253 м.

## Становништво
Према резултатима пописа становништва 2011. у општини је живело 2.878 становника.
| 1931. | 1936. | 1951. | 1961. | 1971. | 1981. | 1991. | 2001. | 2011. |
| ----- | ----- | ----- | ----- | ----- | ----- | ----- | ----- | ----- |
| 874   | 823   | 995   | 1.036 | 1.144 | 1.316 | 1.700 | 2.370 | 2.878 |